# グラニット郡 (モンタナ州)
グラニット郡（英: Granite County）は、アメリカ合衆国モンタナ州の西部に位置する郡である。2010年国勢調査での人口は3,079人であり、2000年の2,830人から8.8％増加した。郡庁所在地はフィリップスバーグ町（人口820人）であり、同郡で人口最大の町でもある。

## 地理
アメリカ合衆国国勢調査局に拠れば、郡域全面積は1,733平方マイル (4,488.4 km2)であり、このうち陸地は1,727平方マイル (4,472.9 km2)、水域は6平方マイル (15.5 km2)で水域率は0.33％である。

### 主要高規格道路
- 州間高速道路90号線
- アメリカ国道10号線（旧道）
- アメリカ国道12号線
- モンタナ州道1号線
- モンタナ州道38号線

### 隣接する郡
- ミズーラ郡 - 北
- パウエル郡 - 東
- ディアロッジ郡 - 南
- ラバリ郡 - 西

### 国立保護地域
- ディアロッジ国立の森（部分）
- ロロ国立の森（部分）

## 人口動態
以下は2000年国勢調査による人口統計データである。
| 基礎データ - 人口: 2,830人 - 世帯数: 1,200 世帯 - 家族数: 784 家族 - 人口密度: 1人/km2（2人/mi2） - 住居数: 2074軒 - 住居密度: 0軒/km2（1軒/mi2） 人種別人口構成 - 白人: 96.25% - アフリカン・アメリカン: 0.15% - ネイティブ・アメリカン: 1.27% - アジア人: 0.14% - 太平洋諸島系: 0.04% - その他の人種: 0.46% - 混血: 1.84% - ヒスパニック・ラテン系: 1.27% 先祖による構成 - ドイツ系：17.8％ - イギリス系：13.5％ - アイルランド系：13.1％ - アメリカ人：8.3％ - ノルウェー系：7.2％ 年齢別人口構成 - 18歳未満: 24.2% - 18-24歳: 5.7% - 25-44歳: 23.3% - 45-64歳: 30.8% - 65歳以上: 15.9% - 年齢の中央値: 43歳 - 性比（女性100人あたり男性の人口） - 総人口: 105.1 - 18歳以上: 102.6 | 世帯と家族（対世帯数） - 18歳未満の子供がいる: 27.1% - 結婚・同居している夫婦: 54.7% - 未婚・離婚・死別女性が世帯主: 7.4% - 非家族世帯: 34.6% - 単身世帯: 30.1% - 65歳以上の老人1人暮らし: 12.3% - 平均構成人数 - 世帯: 2.33人 - 家族: 2.91人 収入と家計 - 収入の中央値 - 世帯: 27,813米ドル - 家族: 33,485米ドル - 性別 - 男性: 26,250米ドル - 女性: 17,961米ドル - 人口1人あたり収入: 16,636米ドル - 貧困線以下 - 対人口: 16.8% - 対家族数: 13.9% - 18歳未満: 24.2% - 65歳以上: 8.5% |

## 町
- フィリップスバーグ - 郡庁所在地
- ドラモンド
- ホール